# ECWCS
ECWCS (читается «и-си-дабл ю-си-эс» или «еквакс», «Расширенная система одежды для холодной погоды») — современная американская система высокотехнологичн. военн. одежды, предназначенная для обеспечения комфорта для военных по холодной и экстремально холодной погоды (при температуре от −50 до +5 °C). Первое поколение системы разработанo в 1980-х годах компанией US Army Natick Soldier Center. Концепция системы заключается в том, что военнослужащий имеет постоянный набор элементов одежды, и надевает определенную их комбинацию, в соответствии с погодными условиями и режимов эксплуатации, обеспечивает максимальный комфорт.
Системa ECWCS и ее модификации взятa на вооружение вооруженными силами США . Применяется параллельно или вместе с другими системами военной одежды : ACU (Army Combat Uniform), MCCUU (Marine Corps Combat Utility Uniform), NWU (Navy Working Uniform) и другими.
По состоянию на 2013 год в вооруженных силах США применяется третье и второе поколение системы ECWCS, четвертое поколение находится в разработке. Есть много компонентов ECWCS, их копий и аналогов, изготовленных различными компаниями, предназначенные для продажи гражданским. Такие вещи пользуются спросом у охотников, рыболовов, туристов, спортсменов-экстремалов, страйкболистов.